# Sin móvil aparente
Sin móvil aparente es una película franco-italiana dirigida en 1971 por Philippe Labro
La película está basada en la novela de Ed McBain (Evan Hunter) Ten Plus One. Philippe Labro eligió filmar la película en una alegre y soleada Niza, una técnica que mejora los aspectos siniestros y el suspense de una historia a caballo entre el cine negro y el giallo.

## Sinopsis
La ciudad de Niza está siendo azotada por una serie de asesinatos que tienen lugar sin ningún motivo aparente. La historia comienza con el audaz asesinato de un francés muy adinerado. El inspector Carella es el encargado de resolver el caso. A continuación, un anciano y un astrólogo son asesinados exactamente de la misma manera. El detective decide investigar el misterioso diario que le dio la hija de la primera víctima. El diario era suyo y contiene una lista de las amantes del hombre. Carella llega a la conclusión de que todas las víctimas habían desempeñado un papel en un escenario mientras eran estudiantes. 
El detective se cita con una examante, pero ella ignora que él está trabajando en un caso y tiene la esperanza de reanudar su relación. Él se entera de que ella conocía a las tres víctimas, pero antes de que pueda hacer nada, ella también es asesinada. Ahora Carella ya conoce a las futuras víctimas. Todo lo que debe hacer es localizarlos a todos, convencido de que uno de ellos tiene que ser el asesino.